# Alexander von Humboldt
Báró Alexander von Humboldt, teljes nevén Friedrich Wilhelm Heinrich Alexander Freiherr von Humboldt (Berlin, 1769. szeptember 14. – Berlin, 1859. május 6.) német természettudós és utazó, Wilhelm von Humboldt öccse. Botanikai szakmunkákban nevének rövidítése: „Humb.”.

## Élete
1787-től az Odera melletti Frankfurtban, majd 1788-ban Berlinben látogatta az egyetemet, s főleg technológiával, de mellette a görög nyelvvel és növénytannal is foglalkozott. 1789-ben Göttingenben már főleg természettudományokat tanult. Itt készítette első munkáját: Mineralogische Beobachtungen über Basalte am Rhein (Braunschweig, 1790). 1790 tavaszán és nyarán Georg Forster kíséretében Belgiumba, Hollandiába, Angliába és Franciaországba utazott, ahol számos nevezetes természettudóssal ismerkedett meg. Az utazás alatt kedvet kapott a trópikus vidékek felkeresésére; előbb azonban Hamburgba ment az ottani kereskedelmi akadémiára, 1791-ben pedig öthavi berlini tartózkodás után a freibergi bányászakadémiára. Ott írta meg Florae subterraneae Fribergensis Prodromus et aphorismi ex physilogia chemica plantarum (Berlin, 1793) című könyvét is. 
1792 februárjától a bányászati osztály elnöke, 1793 júliusában a bayreuthi hercegség bányászati és kohászati ügyeinek vezetője, majd a Fichtel-hegység melletti frank hercegségek főbányamestere lett. Ugyanabban az évben beutazta Felső-Bajorországot, Salzburgot, Salzkammergutot és Galícíát, hogy a sótermelést és a -főzést tanulmányozza. 1794-ben hasonló célból Kolbergbe, a középső és alsó Weichsel kerületbe, Dél-Poroszországba utazott, majd Hardenberg miniszterrel diplomáciai küldetésben Frankfurtban járt. Októberben ismét elfoglalta hivatalát, és újból kémiai tanulmányaival foglalkozott, aztán Tirolon át Velencébe, Lombardiába és Svájcba utazott. Ez időben ismerkedett meg Comóban Alessandro Voltával és Paviában Scarpával: a velük való érintkezés Über die gereizte Muskel- und Nervenfaser (Berlin, 1797–99, 2. köt.) című nagyobb munkája megírására serkentette. 1796 július vége felé megint diplomáciai megbízással a francia főhadiszállásra küldték, ahol Moreau tábornoktól kieszközölte, hogy Svábország hohenzollerni birtokait megkíméljék.
1797-ben kilépett az állami szolgálatból, rövid ideig bonctani tanulmányokkal foglalkozva Jénában élt, aztán meteorológiai megfigyelések céljából Salzburgba utazott. 1798-ban Párizsba ment, ahol megismerkedett Aimé Bonpland botanikussal. Elhatározták, hogy télire együtt mennek Spanyolországba; 1799 februárjában Madridba érkezett. Itt kieszközölte, hogy Spanyolország Amerikában és az Indiai-óceánban fekvő birtokait beutazhassa, és tudományos céljai elérésében tőle telhetően őt támogassa.

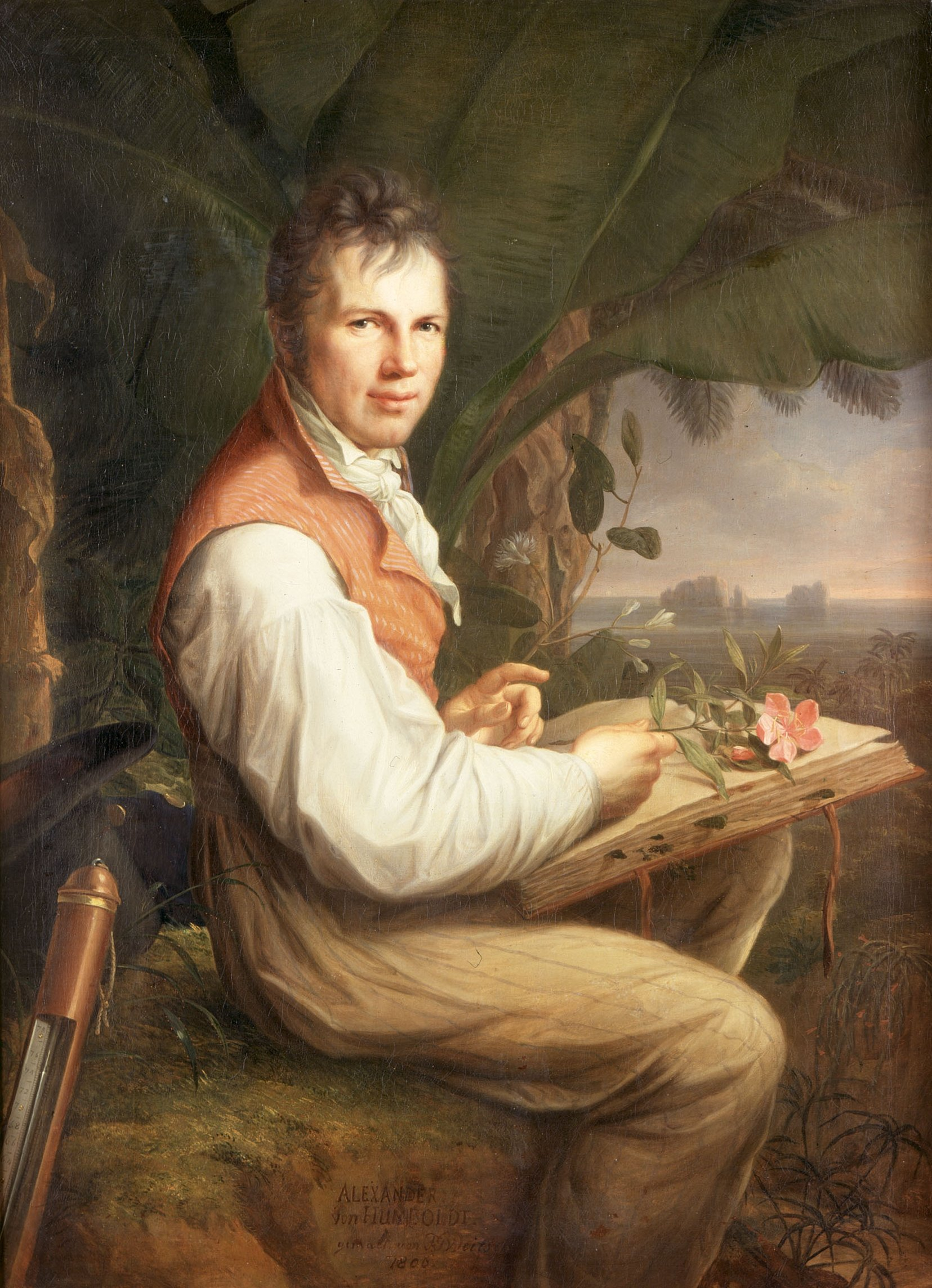
A fiatal Humboldt

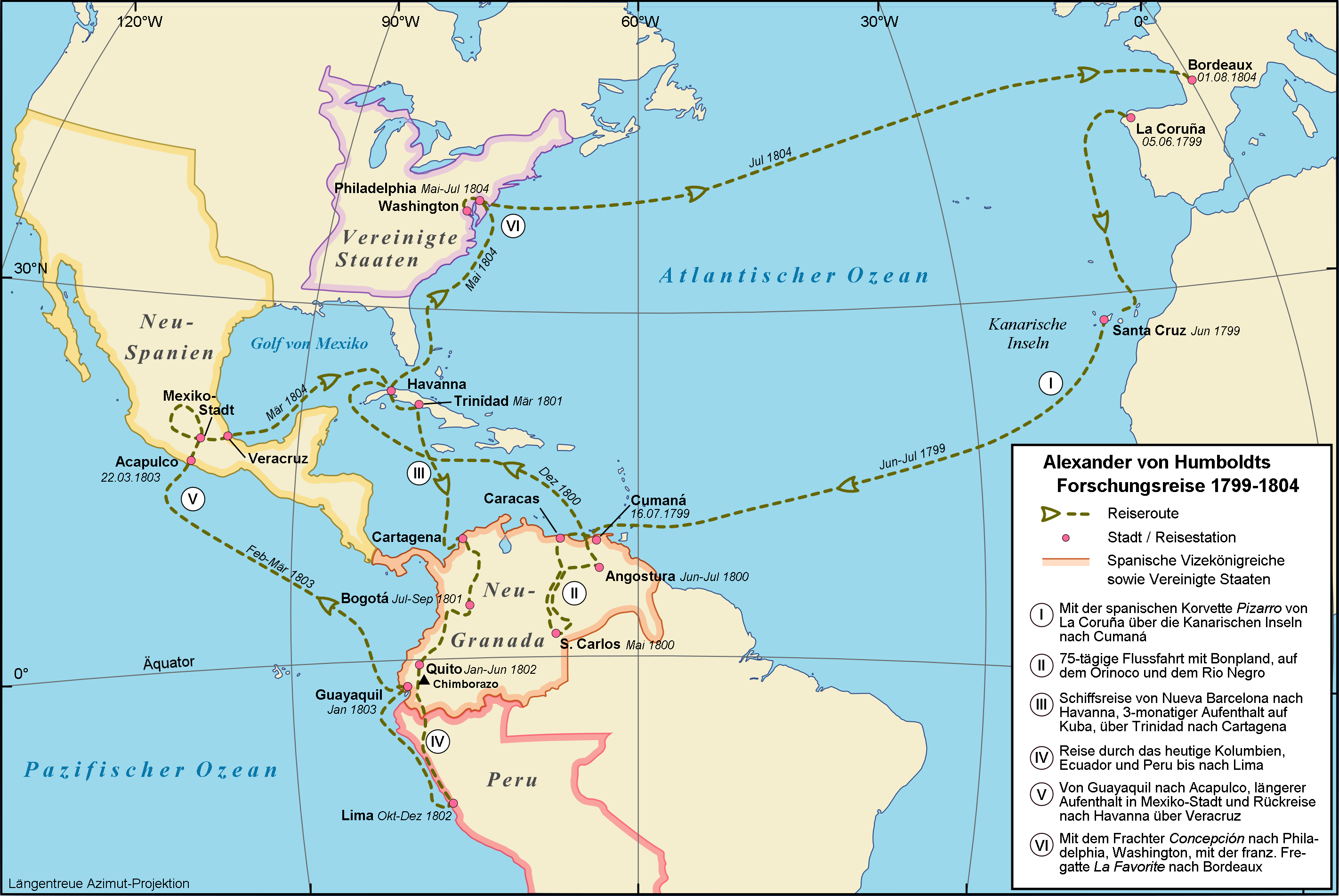
Humboldt amerikai útja

1799. június 5-én Bonpland-nal együtt Corunába hajózott, és június 19-én Tenerifében kötött ki. Július 16-án Cumanánál amerikai partra lépett. Venezuelában való hosszú tartózkodás után a két kutató 1800 februárjában Caracasba ért; innen a calabotói fűvel benőtt sivatagokon át az Orinocóhoz jutottak, majd e folyamon és az aturesi és maypuresi vízeséseken keresztül a Rio-Negro melletti San Carlosba hajóztak, aztán a Cassiquiarén át az Orinocóhoz tértek vissza. Ekként módjukban volt az Orinocónak és az Amazonasnak régóta vitatott összeköttetését bebizonyítani. Lefelé hajózva az Orinocón elérték Angosturát, és végül Cumanába tértek vissza. 
Havannába utaztak, ahonnan több hónapi tartózkodás után 1801 márciusában Dél-Amerikába érkeztek. A Magdalena folyamon fölfelé hajóztak Honoláig, aztán Bogotába mentek; szeptemberben pedig a Kordillerákon át tovább folytatták útjukat Quitóig. Itt öt hónapig időztek, megmásztak több vulkánt, így 1802. június 23-án a Chimborazót 5761 méterig, aztán az assuayi, cuencai fennsíkon, a lojai kina-erdőkön át a felső Amazonasig jutottak, innen a caxamarcai fennsíkon keresztül Truxillóba és Limába értek, ahol a Merkúrnak a Nap előtt való átvonulását is megfigyelték.
1802. december végén Callaótól Guayaquilig hajóztak, és 1803. március 23-án Acapulcóba érkeztek. Az áprilist Mexikóvárosban töltötték, ahonnan hosszabb tartózkodás után Guanajuato és Valladolid (Michoacán) felé tartottak, megnézték a Jorullo vulkánt, és Tolucán át Mexikóvárosba tértek vissza. Majd miután Humboldt meglátogatta a Toluca- és Perote-vulkánt, 1804 januárjában Veracruzba utazott, március 7-én pedig Havannába hajózott, ahol ismét néhány hetet töltött. Április 29-én Philadelphiába ment, rövid ideig Washingtonban tartózkodott, aztán június 9-én elhagyta Amerikát, és július 3-án Bonpland-nal együtt Bordeaux-ba érkezett.
Párizsba érve gyűjteményeinek és kéziratainak rendezésével foglalkozott. Utazása igen hasznos volt a természettudományok és az addig kevésbé ismert vidékek feltárása szempontjából; sok hely fekvését és magasságát ő határozta meg, és számos új tudományágat (növényföldrajz, összehasonlító klimatológia) alapított. Mellette nyert az utazás révén a régészet, statisztika és antropológia is. Az amerikai utazásra vonatkozó jelentéseket Humboldt és Bonpland egy nagy, részint francia, részint latin nyelven írt munkában foglalta össze, amely (6 részben) 30 folio- és quartkötetből állt.
1805. március 4-én bátyjához utazott Albanóba, azután Gay-Lussac-kal a Vezúvhoz, majd Svájcon át november 16-án Berlinbe ért. A király kívánságára Vilmos herceget 1808-ban elkísérte párizsi útjára, és műve kiadásával foglalkozva 1827-ig Párizsban maradt. Közben 1814-ben a király kíséretében Angliába ment, és 1818-ban ennek kívánságára az aacheni kongresszusra; részt vett a veronai kongresszuson is, majd elkísérte a királyt Itáliába. Aztán Párizsba, majd Berlinbe ment és utóbbi helyen megkezdte előadásait a kozmoszról, vagyis a fizikai világról. Már 1829. április 12-én ismét útra kelt, ezúttal I. Miklós cár kívánságára Szibériába. Az Uralon át az Altajhoz, majd Kína határáig jutott el. Aztán a déli-Ural felé menet az isimi sivatagon át a kis horda kirgiz sivatagához és a Kaszpi-tengerhez értek. 9 hónap után Tulán és Moszkván át visszajöttek. Az utazás eredményeit Humboldt egy kétkötetes munkában foglalta össze.
1830 májusában a porosz trónörököst Varsóba, aztán Teplitzbe kísérte. Később ismételten Párizsba küldték, hogy az ottani viszonyokról jelentéseket tegyen. 1841-ben a királlyal Angliába, 1846-ban Dániába utazott. Élete vége felé Humboldt részben Berlinben, részben a városhoz közel fekvő tegeli birtokán lakott.
Nem nősült meg, jelentékeny vagyonát tudományos célokra hagyta. Szobrát 1883-ban Berlinben a bátyjáé mellé, az egyetem előtt állították fel. Az ő emlékére alapították a Humboldt-alapítványt, melyből fiatal kutatókat támogat.
Anyja 1796-os halála után, örökösként Humboldt anyagi helyzete lehetővé tette, hogy régi álmát teljesítve beutazza a világot. Utazásaira kora legmodernebb műszereivel felszerelkezve indult el, s rendkívül alaposan dokumentálta a tapasztaltakat. Kőzetmintákat, növényeket, állatokat gyűjtött, meteorológiai, mágneses, geológiai méréseket végzett, feltárta az őslakosság kulturális viszonyait: valóban komplex képet alkotott a meglátogatott területekről.
Első, s talán legismertebb, de mindenképp legnagyobb hatású expedíciója Dél-Amerikába vezetett spanyol támogatással, Aimé Bonpland botanikus társaságában 1799-1804 közt járták be a kontinens területét, pusztán tudományos céllal. Végighajózták az Orinocot, majd – részben gyalogosan járva a dzsungelt – felfedezték az Amazonas-szal való összeköttetését. A kontinens hegyeit és vulkánjait bejárva feltárult Humboldt előtt a növényföldrajz mára közismert tétele: a növényzet éghajlati és tengerszint feletti magassági övezeteinek hasonlósága. Egykori megfigyelései olyan precízek voltak, hogy mind a mai napig felhasználják az összehasonlító vizsgálatokban.
Gyűjteményi példányait, mérési adatait pontos földrajzi helyszínekkel és időpontokkal együtt vette lajstromba, ebben is úttörő volt a hozzáállása, megalapozva a modern tudomány mára alapvető módszerét. Ő találta ki és alkalmazta először a hőmérsékleti térképeken napjainkban megszokott izoterma (azonos hőmérsékletű pontokat összekötő) vonalakat. Tanulmányozta a Peru partjai mentén húzódó hideg tengeráramlatot is, melyet korábban róla Humboldt-áramlatnak hívtak (nemrégiben átkeresztelték Perui-áramlatra). Elsőként mérte fel Mexikó gazdasági földrajzát, de etnográfiai és régészeti megfigyeléseket is tett.
Számos más hegy mellett a Chimborazo ecuadori vulkán sem jelentett számára akadályt – e korban a világ legmagasabb hegyének tartották (6267 m). Humboldt és Bonpland 5877 méterig jutottak, ám az oxigénhiány és a vele járó hegyibetegség itt visszafordulásra késztette őket. Mászásukkal azonban 30 éven keresztül világrekorderek maradtak. Talán a sors iróniája, hogy azóta kiderült: ha a Föld középpontjától mérjük a „magasságot”, akkor valóban a Chimborazo a legmagasabb hegyünk (6384,4 kilométer, ez 2,17 kilométerrel több, mint a Mt. Everest távolsága).
Már ő észrevette, hogy az emberi tevékenység hatással van a természeti környezetre, s rájött, hogy e változások magára az emberre is visszahatnak. Felismerte az erdőirtás hatásait, belátta az erdők vízkörforgásban és talajkötésben betöltött szerepét, s ezzel arra is rájött, hogy az erdők a klímára is közvetlen hatással vannak.
Feltárult előtte a földrengések és a vulkánkitörések közti kapcsolat, ezek elemzésével is foglalkozott, a mögöttes okokat keresve. Ő volt az első, akiben felmerült, hogy Afrika és Dél-Amerika egykor egy kontinenshez tartozhattak. Kiterjedt földmágnességi méréseket végzett, majd később ennek folytatását javasolta az Angol Királyi Társaságnak, a társaság azután számos, a világ távoli pontján létesített mágneses obszervatóriumokat.
A dél-amerikai utat követően először egy háromkötetes műben (Relation historique du voyage aux régions équinoxiales du nouveau continent 1814–1825) rendezte össze a kutatása során feltártakat, e műve inspirálta Darwint (vele volt a Beagle fedélzetén tett utazásán is), 1827-28-ban igen népszerű berlini egyetemi előadás-sorozatában számolt be tapasztalatairól. Ezek sikerére alapozva azután négy kötetbe rendezve adta ki felfedezéseit és a leszűrt természettudományos következtetéseit. A monumentális Kosmos 1845–58 közt, majd a sorozat ötödik, jegyzeteit tartalmazó része halálát követően látott napvilágot (1862). E hatalmas műben a különböző tudományágak közti összefüggéseket felismerve összegezte a világról alkotott komplex képét, s a következtetéseit, ha azok helytelen voltáról meggyőződött, kijavította. 
A mű ötvözte a romantikus útleírást és a tudományos felfedezéseket, részben ennek köszönhette hatalmas sikerét. E látásmódját jól összefoglalja következő gondolata: „Az égbolt ragyogó csillagainak látványa elragadtatással tölt be minket, de emellett tudjuk, hogy matematikai pontosságú pályákat járnak be felettünk.” Bár a dél-amerikai útja vagyona jelentős részét felemésztette, ezt követő párizsi évei során mégis számtalan fiatal tudós tanulmányait támogatta anyagilag, például a később a jégkorszak felismerésével világhírűvé vált Louis Agassiz is a patronáltjai közt volt.
1827-ben, anyagi lehetőségei kimerültével visszaköltözött Berlinbe, ahol a porosz udvarnál különféle tisztségeket töltött be, és a koronaherceg házitanítója is volt. Hatvan éves volt, amikor 1829 áprilisában, II. Miklós cár megbízásából 10 hónapos közép-ázsiai, szibériai útra indult, bár ez az expedíció sokban különbözött az ifjúi energiáktól fűtött dél-amerikai felfedezőúttól, ám a főként közép-ázsiai területekről gyűjtött földrajzi, geológiai és meteorológia adatai hiánypótlóak lettek.
Élete utolsó 30 évét jórészt korábbi felfedezéseinek leírásával, rendezésével, így a Kosmos köteteinek megalkotásával töltötte. 1859. május 6-án, életének 90. évében érte a halál, gyakorlatilag egy fillér nélkül. Tudományos nagysága azonban nem merült feledésbe, emlékére hozták létre Németországban a Humboldt Alapítványt, amely fiatal tudósok számára biztosít ösztöndíjakat. Berlinben szobra áll a Wilhelm bátyja által alapított, később róluk elnevezett egyetem főbejárata előtt. A tudomány történetében több állat- és növényfajt (köztük a legismertebb a Peru és Chile partvidékén honos Humboldt-pingvin), számos természeti képződmény, földrajzi hely, közterület, oktatási intézmény és két kisbolygó viseli nevét. A Berlini Állami Könyvtár 2017-re digitalizálta és mindenki számára hozzáférhetővé tette hagyatékát, a projekt eredményeként 75 ezer felvételen követhető nyomon tudományos munkássága.

## Munkássága
Humboldt óriási irodalmi munkásságát nemcsak önálló művek, hanem számos kisebb-nagyobb értekezés, francia és német folyóiratokban megjelent cikkek is alkotják. Becsesek levelei is. Főműve: Voyage aux régions équinoxiales du Nouveau Continent fait en 1799, 1800, 1801, 1802, 1803 et 1804 par Alexandre de Humboldt et Aimé Bonpland (Párizs, 1807). E főművel kapcsolatos az Ansichten der Natur (Stuttgart és Tübingen, 1808, 2 rész) című mű. Egyéb munkái: Essai politique sur l'île de Cuba (Páris 1826, 2 köt.); Examen critique de l'histoire de la géographie du Nouveau Continent et des progrès de l'astronomie nautique aux XV. et XVI. siècles (uo. 1814–1834). Ázsiai útjáról szóló könyvek: Fragments de géologie et de climatologie asiatiques (uo. 1834, 2 köt.), Asie Centrale. Recherches sur les chaînes de montagnes et la climatologie comparée (uo. 1843, 3 kötet) és Reise nach dem Ural, dem Altai und dem Kaspischen Meer (Berlin, 1837–42, 2 kötet) című munkái.
Németül írta Kosmos, Entwurf einer physischen Weltbeschreibung (Stuttgart 1845–58, A világ fizikai leírásának tervezete) című négykötetes nevezetes munkáját.

## Tiszteletére elnevezett élőlények
- Spheniscus humboldti – Humboldt-pingvin
- Dosidicus gigas – Humboldt-tintahal
- Lilium humboldtii – Humboldt-liliom
- Phragmipedium humboldtii – egy kosborféle (Orchidaceae)
- Quercus humboldtii – Andesi tölgy
- Conepatus humboldtii – Patagóniai bűzösborz
- Annona humboldtii – egy cukoralmafaj (Annona) érvénytelen neve, a faj érvényes neve Annona reticulata
- Utricularia humboldtii – egy renceféle (Lentibulariaceae)
- Geranium humboldtii – Humboldt-gólyaorr
- Salix humboldtiana – Humboldt-fűz
- Inia geoffrensis humboldtiana – az amazonasi folyamidelfin (Inia geoffrensis) ritka alfaja

## Magyarul megjelent művei
- Humboldt Sándor: Kozmosz. A világ egyetemes természeti leírása. 3. könyv; ford. Miksits Imre; Ráth Mór, Pest, 1857
- Kosmos, 1–2.; előszó Wilhelm Bölsche, ford. Fülöp Zsigmond; Athenaeum, Bp., 1925
- Az Orinoco vadonában; vál., ford., bev., jegyz., függelék Vécsey Zoltán; Gondolat, Bp., 1967 (Világjárók. Klasszikus útleírások)